# Murder 4 Hire
Murder 4 Hire ist das vierte Studioalbum der US-amerikanischen Rap-Metal-Band Body Count, das 2006 bei Escapi Music erschien. Nach dem Tod von drei Gründungsmitgliedern wurde das Album mit Ausnahme von Ice-T und Ernie C mit komplett neuer Besetzung eingespielt. Wie der Vorgänger Violent Demise: The Last Days von 1997 konnte es jedoch nicht an die Erfolge des Debütalbums Body Count und Born Dead heranreichen.

## Hintergrund
Murder 4 Hire erschien 2006 und damit neun Jahre nach dem letzten Album Violent Demise: The Last Days. Mit Ausnahme von Ice-T und dem Gitarristen Ernie C wurde es mit einer komplett neuen Band eingespielt, die drei anderen Gründungsmitglieder sind in den vergangenen Jahren verstorben. Dabei erlag der Schlagzeuger Beatmaster V bereits am Ende der Aufnahmen zu Violent Demise: The Last Days einer Leukämie und der ehemalige Bassist Mooseman, der nach der Veröffentlichung von Born Dead die Band verlassen hatte, wurde 2001 bei einer Schießerei im Vorbeifahren in South Central Los Angeles als nicht Beteiligter getötet. Der Gitarrist D-Roc starb im August 2004 ebenfalls an einem Krebsleiden. Als neue Besetzung spielten entsprechend die Musiker Bendrix die zweite Gitarre, Vincent Price den E-Bass und O.T. das Schlagzeug. 
Body Count waren 2004 live unterwegs und wetterten vor allem gegen den damaligen Präsidenten George W. Bush, dem sie das Lied Dirty Bombs widmeten. 2006 veröffentlichte die Band zuerst einen Mitschnitt von einem legendären Auftritt beim kalifornischen Smoke Out-Festival 2003, bei dem sie ihren Gig trotz mehrfacher Aufforderung nicht abbrachen. Kurz darauf erschien im Frühjahr 2006 die DVD Live In L.A. mit neuem Material. Ende Juli des Jahres erschien dann Murder 4 Hire als neuestes Studio-Album. Wie auf den vorhergehenden Alben setzte die Band auf einen aggressiven Crossover-Stil aus Hardcore-Rap und Heavy Metal. Mit dem Song D Rocs (R.I.P.) ist auf dem Album ein instrumental gespieltes Erinnerungsstück an den verstorbenen Bandkollegen enthalten und auch Mr. C's Theme wurde rein instrumental eingespielt.

## Resonanz
Murder 4 Hire war international nicht erfolgreich und konnte sich nicht in den Charts platzieren, weder in den Billboard 200 noch in anderen nationalen Charts.
Wie bereits bei den Vorgängern wurde auch bei Murder 4 Hire die mangelnde Kreativität bemängelt. Allmusic.com beschreibt das Album entsprechend: „Though the album took nine years to complete, coming to a standstill with the 2004 death of guitarist D-Roc the Executioner, the show went on with almost zero evolution from their hackneyed '90s output.“ („Obwohl es neun Jahre dauerte, bis das Album fertiggestellt war und mit dem Tod des Gitarristen D-Roc the Executioner im Jahr 2004 zum Stillstand kam, entwickelte sich die Show im Vergleich zu ihrer abgedroschenen Produktion aus den 90er Jahren kaum weiter.“) Die Kritik holt weiter aus und beschreibt die Musik als „so verworren, dass es lächerlich ist“. laut.de schrieb über das Album: „Zwar brandneu, entführt einen das Werk dennoch auf eine Zeitreise in die tiefsten 90er: Am einst noch frischen Konzept, der Kombination von Hip Hop mit hörnervzerfetzenden Metalgitarren, hat sich nichts, aber auch gar nichts geändert. Selbst Ice T gibt später zu Protokoll, dass er mit dem Resultat nicht glücklich ist, da er während der Entstehung zu wenig Interesse an der Band gezeigt hatte.“ Die Zeitschrift Visions erklärte in ihrer Rezension des Albums Bloodlust 2017 Murder 4 Hire als „künstlerischen Tiefpunkt“. 2006 konnte man in der Rezension für Murder 4 Hire derselben Zeitschrift lesen: „Sie rumpeln sich durch zwölf knochige Rap-Metal-Brocken über Pain, Crime und jede Menge Motherfuckers. Sie wühlen unmotiviert in einem großen Haufen Gangsta-Shit, bei schrecklich saftlosem Sound und stupidem Songwriting.Wieder und wieder rammen "BC" frontal gegen die Mauer am Ende der Sackgasse, in die sie sich vor mehr als zehn Jahren hinein manövrierten. Ein Trost: Im Altersheim für zahnlose Neunziger-Helden sind Body Count nicht alleine.“ Der letzte Satz bezieht sich dabei auf die Band Dog Eat Dog, die zeitgleich das Album Walk with Me veröffentlichten.

## Titelliste
Das Album enthält 12 Lieder:
1. Invincible Gangsta (Featuring Trigger Tha Gambler) – 3:59
2. The End Game – 4:13
3. You Don't Know Me (Pain) – 4:12
4. The Passion of Christ – 3:11
5. In my Head – 4:04
6. D Rocs (R.I.P.) – 2:32
7. Murder 4 Hire – 3:26
8. Down in the Bayou – 3:34
9. Dirty Bombs – 3:45
10. Lies – 4:24
11. Relationships – 4:30
12. Mr. C's Theme – 3:02

## Belege
1. 1 2 3  Body Count auf laut.de; abgerufen am 2. August 2020.
2. 1 2  Body Count – Murder 4 Hire bei Discogs; abgerufen am 4. August 2020.
3. ↑  Body Count – Born Dead (Album). billboard.com, abgerufen am 3. August 2020.
4. 1 2  Body Count – Murder 4 Hire auf allmusic.com; abgerufen am 4. August 2020.
5. ↑  Jens Mayer: Body Count – Bloodlust auf visions.de, 31. März 2017; abgerufen am 4. August 2020.
6. 1 2  Stefan Layh: Body Count – Murder 4 Hire auf visions.de, 28. Juli 2006; abgerufen am 4. August 2020.